# Amerikansk nældetræ
Amerikansk nældetræ (Celtis occidentalis) er et middelstort, løvfældende træ med en kort stamme og en hvælvet krone med overhængende grene. Frugterne kan spises, og smager lidt som rosiner.

## Beskrivelse
Barken er først grøn og hvidhåret, senere brunlig. Ældre grene har rødligt-grå bark, som med tiden kan blive ru og grå. Stammebarken er grå og opsprækkende i flager, knuder eller kamme. Knopperne sidder spredt, og de er brune og tæt tiltrykte. 
Bladene er ovale med lang spids og med helrandet, skæv bladgrund. Randen er i øvrigt skarpt savtakket. Oversiden er blank og mørkegrøn, mens undersiden er mat gulgrøn med silkehårede ribber. Høstfarven er guldgul. Blomsterne er uanselige og grønne. Frugterne er røde eller sorte stenfrugter med et saftigt frugtkød. Frøene modner ikke i Danmark.
Rodnettet er kraftigt, men overfladisk. Træet er et skyggetræ. Blev tidligere regnet til Elme-familien. 
Højde x bredde og årlig tilvækst: 15 x 10 m (75 x 50 cm/år).

## Hjemsted
Arten vokser i bjergene i det nordøstlige USA, hvor der er fugtig og næringsrig bund. 
I området omkring Roosevelt i New Jersey, USA, findes arten i skove og som pionertræ sammen med bl.a. konvalbusk, robinie, tulipantræ, amerikansk bøg, amerikansk knapbusk, amerikansk platan, amerikansk vin, blyantene, brunfrugtet surbær, glansbladet hæg, hvid ask, hvid hickory, klatrevildvin, koralsumak, pennsylvansk vokspors, rødløn, skovtupelotræ, sukkerbirk, sumpeg, sumprose, virginsk ambratræ, virginsk troldnød, virginsk vinterbær, weymouthfyr og østamerikansk hemlock
| Portal | Portal:Botanik |